# Георгій Войнар
Георгій Войнар (д/н — бл. 1521) — львівський міщанин, лавник, райця, війт та бурмистр міста.

## Життєпис
Походив із заможного польського (за іншими відомостями чеського) роду Войнарів. Народився у Кракові, потім перебрався до Львова. У 1481 році стає лавником. У міській лаві перебував 8 років. 1488 року обирається райцею. Водночас пошлюбив представницю патриціанського роду Вільчеків.
У 1497 році стає бурмистром. Протягом 1507—1508 років разом з іншими райцями викупив за кошти з міської скарбниці у Яна Яцимірського села Сихів і Зубра. Доходи з цих сіл повинні були наповнювати раєцьку касу, звідки райці планували брати гроші на власні потреби. При цьому частину грошей на купівлю сіл було витрачено з міської скарбниці.
1518 року обирається війтом, а 1519 року — королівським бурмистром. Весь цей час тривало протистояння з невдоволеними городянами. Зрештою під тиском містян погодився впровадити фінансові книги. Магістрат на чолі з Войнаром продовжував боротися з невдоволеними громадянами. Ведення фінансових книг дещо заспокоїло невдоволених громадян Львова, але записи у них й надалі робили недбало, тому можемо припустити, що протести й надалі тривали. Обидві сторони конфлікту відправляли свої делегації до короля. Для залагодження ситуації в місті королівські комісари постановили запровадити уряд лонгера (комісію з нагляду за міськими фінансами і господарством). Остання згадка про Георгія Войнара належить до 1521 року.

## Родина
Дружина — Анна, донька Станіслава Вільчека, лавника львівського магістрату. Діти:
- Георгій (пом. бл. 1570), бурмистр Львова
- Анна, дружина Каспара Кісіш
- Барбара, дружина Яна Золотника
- Софія, дружина Андреаса Кулханка
- Катерина, дружина Станіслава Шольтісека

## Майно
Мав кам'яницю на вулиці Руській. Володів городом на вулиці Абрківській, ділянкою між своїм будинком і Матеуса Золотаря, а також різницькою яткою.